# Balance Toi
A Balance Toi egy 1995-ben megjelent francia dal a Reciprok nevű hiphopcsapattól. A csapat debütáló kislemeze az 1996-ban megjelent Il Y A Des Jours Comme Ca... című albumuknak a beharangozó első kimásolt dala, mely a francia kislemezlista 6., míg a belga listán a 12. helyig jutott.

## Megjelenések
12"  Franciaország Small – SOC 662584 6
- A1	Balance-Toi (Remix Club) 5:35
- A2	Balance-Toi (Radio Mix)	3:30
- B1	Balance-Toi (Instrumental) 3:29
- B2	Brisons Le Silence	4:54